# Rząd Eviki Siliņi
Rząd Eviki Siliņi (łot. Siliņas Ministru kabinets) – centrowy gabinet koalicyjny rządzący Łotwą od 15 września 2023.
Zastąpił drugi rząd Artursa Krišjānisa Kariņša, który powstał po wyborach parlamentarnych z 1 października 2022. Gabinet ten działał od grudnia 2022, był tworzony przez Nową Jedność (JV), Zjednoczoną Listę (AS) oraz narodowców (NA). W 2023 koalicjanci nie byli w stanie uzgodnić wspólnego kandydata na prezydenta. Edgars Rinkēvičs z JV ostatecznie został wybrany dzięki poparciu posłów Związku Zielonych i Rolników (ZZS) oraz partii Postępowi. Arturs Krišjānis Kariņš z JV planował następnie rozszerzenie koalicji rządowej o te formacje, co spotkało się ze sprzeciwem koalicjantów z AS i NA. W rezultacie 14 sierpnia 2023 premier ogłosił swoją rezygnację.
24 sierpnia prezydent misję stworzenia nowego rządu powierzył minister Evice Siliņi z Nowej Jedności. Nową koalicję stworzyły JV, ZZS oraz Postępowi; poparcie zadeklarował także poseł z ugrupowania GKR. 15 września Evika Siliņa wraz z całym jej gabinetem została przez Sejm zatwierdzona na stanowisku premiera; „za” zagłosowało 53 deputowanych. Tego samego dnia nowy rząd rozpoczął urzędowanie.

## Skład gabinetu
| Funkcja                                                     | Zdjęcie | Minister                                      | Partia    |
| ----------------------------------------------------------- | ------- | --------------------------------------------- | --------- |
| Premier                                                     |         | Evika Siliņa                                  | JV        |
| Minister obrony                                             |         | Andris Sprūds                                 | Postępowi |
| Minister spraw zagranicznych                                |         | Arturs Krišjānis Kariņš (do 10 kwietnia 2024) | JV        |
| Minister spraw zagranicznych                                |         | Baiba Braže (od 19 kwietnia 2024)             | JV        |
| Minister gospodarki                                         |         | Viktors Valainis                              | ZZS       |
| Minister finansów                                           |         | Arvils Ašeradens                              | JV        |
| Minister spraw wewnętrznych                                 |         | Rihards Kozlovskis                            | JV        |
| Minister oświaty i nauki                                    |         | Anda Čakša (do 26 lutego 2025)                | JV        |
| Minister oświaty i nauki                                    |         | Dace Melbārde (od 6 marca 2025)               | JV        |
| Minister klimatu i energii                                  |         | Kaspars Melnis                                | ZZS       |
| Minister kultury                                            |         | Agnese Logina (do 17 czerwca 2024)            | Postępowi |
| Minister kultury                                            |         | Agnese Lāce (od 20 czerwca 2024)              | Postępowi |
| Minister zabezpieczenia społecznego                         |         | Uldis Augulis (do 26 lutego 2025)             | ZZS       |
| Minister zabezpieczenia społecznego                         |         | Reinis Uzulnieks (od 6 marca 2025)            | ZZS       |
| Minister transportu                                         |         | Kaspars Briškens (do 26 lutego 2025)          | Postępowi |
| Minister transportu                                         |         | Atis Švinka (od 6 marca 2025)                 | Postępowi |
| Minister sprawiedliwości                                    |         | Inese Lībiņa-Egnere                           | JV        |
| Minister zdrowia                                            |         | Hosams Abu Meri                               | JV        |
| Minister inteligentnej administracji i rozwoju regionalnego |         | Inga Bērziņa (do 15 czerwca 2025)             | JV        |
| Minister inteligentnej administracji i rozwoju regionalnego |         | Raimonds Čudars (od 19 czerwca 2025)          | JV        |
| Minister rolnictwa                                          |         | Armands Krauze                                | ZZS       |